# 赖希施泰特
赖希施泰特（德語：Reichstädt）是德国图林根州的市镇，隶属于格赖茨县。总面积为5.06平方千米，截至2023年12月31日总人口为329人。